# شکار سبز

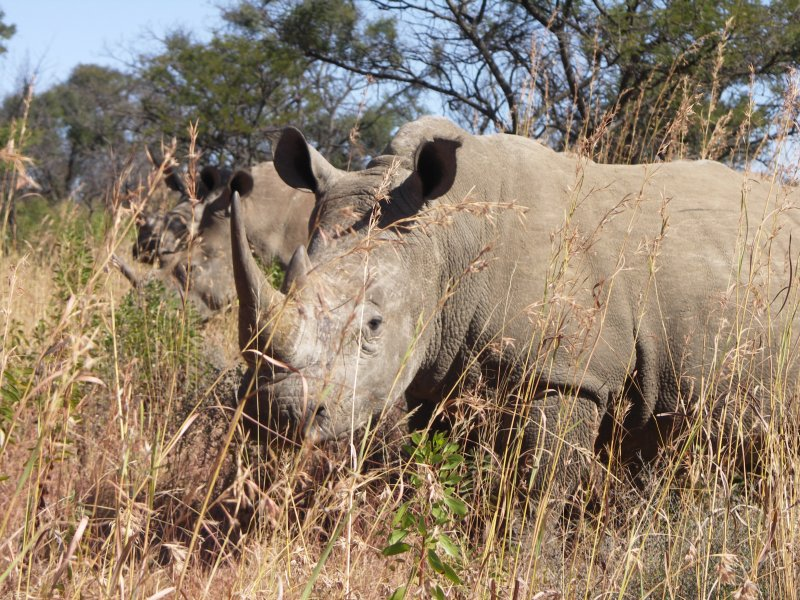
کرگدن سفید، آفریقای جنوبی

شکار سبز (به انگلیسی: Green hunting) (که همچنین شکار بوم‌شناختی، مفهوم گلوله سبز، دارتینگ سبز یا سافاری دارتینگ شناخته می‌شود)، عمل ردیابی و تیراندازی جانوران شکارشونده با اسلحه‌های بیهوشی غیرسمی یا کمان و متعاقباً رها کردن جانوران اسیرشده زنده است. شکار سبز معمولاً زمانی انجام می‌شود که آرام کردن جانور برای اهداف دامپزشکی، نظارت یا جابجایی گونه‌ها ضروری باشد.
گاهی شکار سبز با روش بسیار بحث برانگیزتر شکار کنسروی گروه‌بندی می‌شود.